# Campbeltown
Campbeltown, schottisch-gälisch: Ceann Loch Chille Chiarain, ist eine Ortschaft in der schottischen Council Area Argyll and Bute.
Sie liegt direkt am Campbeltown Loch auf der Kintyre-Halbinsel und war früher für ihren Schiffbau und Fischfang bekannt. Heute wird dort in den Brennereien Springbank, Glen Scotia und Glengyle Whisky hergestellt. Das Gebiet um Campbeltown wird auch als eigenständige schottische Whiskyregion geführt.
Bis in das 17. Jahrhundert hieß der Ort Kinlochkilkerran. Im Jahre 2011 lebten 4852 Personen in Campbeltown.

## Verkehr
In der Nähe des Ortes befindet sich der Campbeltown Airport und das Kap Mull of Kintyre. In Campbeltown endet die von der A82 kommende A83. In den Süden der Halbinsel führt die B842 weiter. Von Campbeltown führt eine Autofähre nach Ardrossan. Eine weitere Fährverbindung besteht mit Ballycastle in Nordirland (saisonabhängig).
Von 1906 bis 1933 war Campbeltown Ausgangspunkt der schmalspurigen Campbeltown and Machrihanish Light Railway.

## Persönlichkeiten, Söhne und Töchter
- Gerald Tait (1866–1938), Regattasegler
- Bob Pursell (1889–1974), Fußballspieler
- Archie McMillan (1894–1917), Fußballspieler
- Tony Wilson, Pipe Major der Campbeltown Pipe Band aus Campbeltown, wirkte bei Mull of Kintyre mit